# Лунин, Иван Фёдорович
Иван Фёдорович Лунин (1924—2012) — советский гвардии младший сержант, наводчик 120-мм миномёта 83-го гвардейского стрелкового полка, 27-й гвардейская стрелковой дивизии, 8-й гвардейской армии, 1-го Белорусского фронта. Полный кавалер Ордена Славы.

## Биография
Родился 8 января 1924 года в деревне Евдокимово, Нижегородской области в крестьянской семье, окончил семилетнюю сельскую школу и до 1942 года работал в колхозе.
С 1942 года призван в ряды РККА и с 1943 года после прохождения учебных сборов направлен в действующую армию, воевал на Юго-Западном, 3-м Украинском и 1-м Белорусском фронтах. С 1943 года — наводчик 120-мм миномёта 83-го гвардейского стрелкового полка, 27-й гвардейская стрелковой дивизии, 8-й гвардейской армии. Участник всех наступательных операций своей дивизии.
18 июля 1944 года миномётчик, гвардии ефрейтор  И. Ф. Лунин при прорыве обороны противника в районе населённых пунктов Почапы и Руда огнём миномёта подавил батарею противника, два крупнокалиберных пулемёта, рассеял свыше взвода вражеской пехоты. За это 25 августа 1944 года Указом Президиума Верховного Совета СССР И. Ф. Лунин был награждён Орденом Славы 3-й степени.
14 января 1945 года при прорыве вражеской обороны и 27 января 1945 года гвардии младший сержант И. Ф. Лунин в бою на подступах к городу Познань (Польша)  поразил три пулемёта и более взвода гитлеровцев.  15 апреля 1945 года Указом Президиума Верховного Совета СССР И. Ф. Лунин был награждён Орденом Славы 2-й степени.
16 апреля 1945 года гвардии младший сержант И. Ф. Лунин в бою у населенного пункта Альт-Тухебанд (восточнее Берлина) вывел из строя два пулемёта с расчётами, до взвода вражеской пехоты. В уличных боях за Берлин поддерживал наступающую пехоту, подавил пулемёт и накрыл наблюдательный пункт противника.  15 мая 1946 года Указом Президиума Верховного Совета СССР И. Ф. Лунин был награждён Орденом Славы 1-й степени.
После войны окончил офицерские курсы и продолжил службу в Советской армии. С 1971 года подполковник И. Ф. Лунин в запасе. Жил в городе Черкассы, в 2004 году И. Ф. Лунину было присвоено звание генерал-майора.
Умер 5 апреля 2012 года в городе Черкассы.

## Награды
- Орден Славы I степени (15.05.1946)
- Орден Славы II степени (15.04.1945)
- Орден Славы III степени (25.08.1944)
- Орден Отечественной войны I степени (11.03.1985)
- Медаль «За отвагу»
- Медаль «За победу над Германией в Великой Отечественной войне 1941—1945 гг.»